# Thiên thể Hoag
Thiên thể Hoag là một thiên hà không mang đặc trưng của vũ trụ và thuộc vào loại thiên hà vòng, được xác định là một tinh vân hành tinh hoặc là một thiên hà bất thường  với tám tỷ ngôi sao. Thiên hà này được đặt theo tên Arthur Hoag, nhà thiên văn học đã phát hiện ra nó vào năm 1950.

## Đặc điểm
Vòng bên ngoài (dạng hình nhẫn) của thiên thể Hoag được cấu tạo từ ánh sáng của các ngôi sao xanh, bao quanh hạt nhân màu vàng với nhiều ngôi sao nóng ở phần trung tâm, giữa hai vùng là một lỗ hổng đen. Cách xa Trái Đất 600 triệu năm ánh sáng trong chòm sao Cự Xà. Đường kính của hạt nhân màu vàng bên trong là khoảng 17±07 (53±02), trong khi đó vòng bao ngoài chỉ có đường kính trong 28 75±3 (248±11) và đường kính ngoài 45 đến 121±4 (399±17), lớn hơn một chút so với Ngân Hà.[a] Lỗ hổng giữa hai quần thể sao có thể chứa một số cụm sao, gần như quá mờ để nhìn thấy. Cũng như loại thiên hà này, một thiên hà vòng khác xa hơn (SDSS J151713.93 + 213516.8)  có thể được nhìn thấy qua thiên thể Hoag, giữa hạt nhân và vòng ngoài của thiên hà.

## Lịch sử và sự hình thành
Mặc dù thiên thể Hoag được hiển thị rõ trong khảo sát sao Palomar, nhưng nó không nằm trong Danh lục hình thái của các thiên hà, Danh lục thiên hà và cụm thiên hà, hoặc danh lục tinh vân hành tinh thiên hà.
Trong bản thông báo về khám phá của mình, Arthur Hoag đã đưa ra giả thuyết rằng vòng bao ngoài nhìn thấy được là một sản phẩm của thấu kính hấp dẫn. Giả thuyết này sau đó đã bị loại bỏ vì hạt nhân vàng và vòng bao ngoài có cùng dịch chuyển đỏ, bởi do các kính thiên văn tiên tiến đã tiết lộ được cấu trúc nút thắt của vòng bao ngoài, vòng bao ngoài sẽ không nhìn thấy được nếu nó là sản phẩm của thấu kính hấp dẫn.
Nhiều chi tiết của thiên hà này vẫn còn là một bí ẩn, trước hết là cách nó hình thành. Chỉ có thể biết được thiên hà này hình thành do sự va chạm của một thiên hà nhỏ với một thiên hà lớn. Sự va chạm này tạo bên một sóng hình thành nên hình dạng giống như chiếc nhẫn của vòng bao ngoài. Một sự kiện như vậy đã xảy ra ít nhất 2 lần vào 3 tỷ năm trước, và có thể rất giống với quá trình hình thành các thiên hà vòng.

## Kết cấu
Noah Brosch và các đồng nghiệp của ông đã chỉ ra rằng vòng dạ quang nằm bên trong của vòng hydro trung tính hơn nhiều.